# Municipio de Topeka
El municipio de Topeka (en inglés: Topeka Township) es un municipio ubicado en el condado de Shawnee en el estado estadounidense de Kansas. En el año 2010 tenía una población de 917 habitantes y una densidad poblacional de 34,35 personas por km².

## Geografía
El municipio de Topeka se encuentra ubicado en las coordenadas 38°58′42″N 95°39′39″O / 38.97833, -95.66083. Según la Oficina del Censo de los Estados Unidos, el municipio tiene una superficie total de 26.7 km², de la cual 24.98 km² corresponden a tierra firme y (6.43%) 1.72 km² es agua.

## Demografía
Según el censo de 2010, había 917 personas residiendo en el municipio de Topeka. La densidad de población era de 34,35 hab./km². De los 917 habitantes, el municipio de Topeka estaba compuesto por el 91.82% blancos, el 2.29% eran afroamericanos, el 0.55% eran amerindios, el 1.31% eran asiáticos, el 0.11% eran isleños del Pacífico, el 1.85% eran de otras razas y el 2.07% pertenecían a dos o más razas. Del total de la población el 4.47% eran hispanos o latinos de cualquier raza.